# 日本の建設コンサルタント一覧
日本の建設コンサルタント一覧（にほんのけんせつコンサルタントいちらん）は、建設コンサルタント登録規定に基づき国土交通省に登録された主な企業の一覧。

## 電力会社グループ系列
- 北電総合設計（北海道電力の子会社）
- 東北開発コンサルタント（東北電力の子会社）
- 東電設計（東京電力の子会社）
- 北電技術コンサルタント（北陸電力の子会社）
- シーテック（中部電力の子会社）
- ニュージェック（関西電力の子会社）
- 中電技術コンサルタント（中国電力の子会社）
- 四電技術コンサルタント（四国電力の子会社）
- 西日本技術開発（九州電力の子会社）
- 沖電設計（沖縄電力の子会社）

## 鉄道グループ系列
- 日本コンサルタンツ (日本の代表的な鉄道事業者10社の共同出資により設立）

### JRグループ系列
- JR東日本コンサルタンツ（JR東日本の子会社）
- ジェイアール東海コンサルタンツ（JR東海の子会社）
- ジェイアール西日本コンサルタンツ（JR西日本の子会社）
- ジェイアール九州コンサルタンツ（JR九州の子会社）
- ジェイアール北海道エンジニアリング（JR北海道の子会社）

### 私鉄グループ系列
- 小田急エンジニアリング（小田急グループ）
- かんこう（京阪グループ）
- シーエス・インスペクター（南海グループ）
- 全日本コンサルタント（近鉄グループ）
- 東急設計コンサルタント（東急グループ）
- 西鉄シー･イー･コンサルタント（西鉄グループ）
- 阪急設計コンサルタント（阪急阪神東宝グループ）

## 鉱山グループ系列（旧四大財閥グループ系列を含む）
- 三井共同建設コンサルタント（三井グループ18社の共同出資）
- サンコーコンサルタント（三井鉱山の子会社）
- 住鉱資源開発（住友金属鉱山の子会社）
- 明治コンサルタント（明治鉱業の探鉱部門が独立）

## 旧社団法人復興建設技術協会
- 復建技術コンサルタント
- 復建エンジニヤリング
- 中部復建
- 中央復建コンサルタンツ
- 復建調査設計
- 第一復建

## 都市計画コンサルタント
国土交通省「建設コンサルタント登録」で「都市計画及び地方計画部門」で登録しているコンサルタント。下記以外は、都市計画コンサルタント協会#会員、街づくり区画整理協会#賛助会員、全国市街地再開発協会を参照。
- 社団法人では、日本交通計画協会 （東京都） 、全国市街地再開発協会 （東京都）のほか、再開発コーディネーター協会（東京都） 、東三河地域研究センター （愛知県） なども登録している。

- 財団法人では、交通需要マネジメントなどを行う豊田都市交通研究所 （愛知県） 、日本交通公社 (公益財団法人)、日本開発構想研究所 （東京都） 、都市みらい推進機構 （東京都） 、大阪府都市整備推進センター  （大阪府） 、広島県土地区画整理協会 （広島県） 、地域問題研究所 （愛知県） 、中国地方総合研究センター （広島県）

などが登録をしている。
株式会社等は以下のとおり。
- 日本総合住生活 株式会社 （東京都）
- 株式会社 野村総合研究所 （東京都）
- 日本総合研究所 (株式会社) （東京都）
- 関西都市居住サービス （大阪府）
- 三菱UFJリサーチ&コンサルティング 株式会社 （東京都）
- 東レエンジニアリング 株式会社 （東京都）
- 株式会社 千葉ニュータウンセンター （千葉県）
- 株式会社 日本グリーンリサイクル （東京都）
- 株式会社 パデコ （東京都）
- 第一航業 株式会社 （東京都）
- 株式会社 GIS関西 （大阪府）
- システム科学コンサルタンツ 株式会社 （東京都）
- 株式会社 西日本建設技術 （山口県）
- 株式会社 ファインコラボレート研究所 （東京都）
- 株式会社 ライテック （東京都）
- 埼玉コンサルタント 株式会社 （埼玉県）
- 株式会社 ピーアンドディコンサルティング （埼玉県）
- 共同設計 株式会社 （大阪府）
- エム・アール・アイリサーチアソシエイツ 株式会社 （東京都）
- 株式会社 LC総合サービス （東京都）
- 株式会社 サーベイリサーチセンター （東京都）
- 社会システム 株式会社 （東京都）
- 株式会社 プラトー研究所 （東京都）
- 株式会社 静環検査センター （静岡県）
- 株式会社 北日本ジオグラフィ （石川県）
- 株式会社 タイセイ総合研究所 （東京都）
- 日本環境技研 株式会社 （東京都）
- ユーデック 株式会社 （東京都）
- 株式会社 岡田新一設計事務所 （東京都）
- 株式会社 写測 （東京都）
- 株式会社 オーイーエス （東京都）
- バリュープランニング・インターナショナル 株式会社 （東京都）
- 株式会社 トビタ技研 （茨城県）
- 株式会社 三喜コンサルタント （茨城県）
- 三和航測 株式会社 （東京都）
- 日東サーベイ 株式会社 （埼玉県）
- 株式会社 阪南コーポレーション （大阪府）
- 株式会社 UG都市建築 （東京都）
- 株式会社 JA設計 （東京都）
- 株式会社 国際開発センター （東京都）
- 株式会社 コア・システムコンストラクション （東京都）
- フジコンサルタント 株式会社 （愛知県）
- 株式会社 五味建築設計事務所 （東京都）
- 株式会社 シビコン （熊本県）
- 地理情報サービス 株式会社 （京都府）
- 株式会社 三座建築事務所 （大阪府）
- 株式会社 地域計画名古屋 （愛知県）
- 沖縄オクダテクノ 株式会社 （沖縄県）
- 株式会社 エスト （京都府）
- 株式会社 ホージュ設計 （石川県）
- 株式会社 壇建築計画事務所 （大阪府）
- 株式会社 技術企画 （東京都）
- 株式会社 アルメック （東京都）
- アクリーグ 株式会社 （栃木県）
- 株式会社 グローバル社会経済研究所 （北海道）
- 株式会社 北杜設計 （北海道）
- 株式会社 北日本朝日航洋 （岩手県）
- 株式会社 三和エンジニアリング （大阪府）
- 株式会社 ダン計画研究所 （大阪府）
- 株式会社 マイクロ （長野県）
- 株式会社 和設計事務所 （東京都）
- 株式会社 エルイー創造研究所 （愛知県）
- 株式会社 高木冨士川計画事務所 （熊本県）
- 株式会社 アイコンサルタント （埼玉県）
- 株式会社 都市設計総合研究所 （大阪府）
- 株式会社 朝平都市計画事務所 （大阪府）
- 株式会社 山本設計 （兵庫県）
- 株式会社 横田調査設計 （群馬県）
- 株式会社 山手総合計画研究所 （神奈川）
- 株式会社 ＧＭＫ （東京都）
- 株式会社 いずみエンジニアリング （宮城県）
- 株式会社 かいアソシエイツ （東京都）
- 株式会社 伊藤測量設計 （長野県）
- 関東測量設計 株式会社 （茨城県）
- 有限会社 大洋開発コンサルタント （沖縄県）
- 株式会社 都市科学政策研究所 （沖縄県）
- 株式会社 伊藤測量 （群馬県）
- 株式会社 ビュー環境計画研究所 （群馬県）
- 株式会社 工藤測量設計 （山形県）
- アースコンサルタンツ 株式会社 （鹿児島）
- 株式会社 ＳＴ エアースペース （新潟県）
- 株式会社 創和技術 （神奈川）
- 株式会社 ニデア （神奈川）
- 株式会社 出雲 （青森県）
- 株式会社 川口建築都市設計事務所 （静岡県）
- 株式会社 環境開発エンジニアリング （千葉県）
- 有限会社 まちラボラトリー （大阪府）
- 株式会社 杉原設計事務所 （東京都）
- 株式会社 東神設計事務所 （東京都）
- 株式会社 シィー・ディ・シィー （東京都）
- 株式会社 都市計画２１ （東京都）
- 株式会社 パセット （東京都）
- 株式会社 浦田計画設計 （福岡県）
- 株式会社 よかネット （福岡県）
- 株式会社 ジーユー計画研究所 （兵庫県）
- 株式会社 都市調査計画事務所 （兵庫県）
- 株式会社 北海道日建設計 （北海道）
- 株式会社 プランニングワークショップ （北海道）
- 株式会社 リージャスト （北海道）
- 株式会社 四航コンサルタント （香川県）
- 株式会社 バイタルリード （島根県）
- 共同測量設計 株式会社 （岡山県）
- 株式会社 アイテック （青森県）
- 株式会社 ライヴ環境計画 （北海道）
- 株式会社 地域計画工房 （広島県）
- 株式会社 カネナカ技研 （青森県）
- 株式会社 宮本工務設計事務所 （兵庫県）
- 株式会社 連空間設計 （愛知県）
- 株式会社 真南風 （沖縄県）
- 株式会社 平和総合技研 （宮崎県）
- 中国セントラルコンサルタント 株式会社 （広島県）
- 株式会社 環境総合研究所 （埼玉県）
- 株式会社 中島測量設計 （鹿児島）
- 株式会社 ヒューマンネット （石川県）
- 株式会社 環境設計研究所 （東京都）
- 株式会社 エスパッド環境建築研究所 （東京都）
- 株式会社 ウエルアップ （奈良県）
- 株式会社 都市・建築総合計画 （福岡県）
- 株式会社 メッツ研究所 （東京都）
- 株式会社 地域みらい （石川県）
- 株式会社 エム環境デザインシステム （福岡県）
- 日興コンサルタント 株式会社 （福岡県）
- 株式会社 アトリエブンク （北海道）
- 有限会社 夷守測量設計事務所 （宮崎県）
- 株式会社 鈴木久測量設計事務所 （山形県）
- 株式会社 共立エンジニアリング （大阪府）
- 有限会社 ノボル測量 （神奈川）
- 株式会社 都市環境システム研究所 （大阪府）
- 株式会社 ナインステップス （東京都）
- 株式会社 中央都市開発コンサルタンツ （東京都）
- 株式会社 タム地域環境研究所 （東京都）
- 株式会社 浦辺設計 （大阪府）
- 株式会社 宇井測量設計 （愛知県）
- 正和測量設計 株式会社 （三重県）
- 株式会社 メジャー （兵庫県）
- 株式会社 協同コンサル （長野県）
- 有限会社 第一設計 （愛知県）
- 株式会社 西三河都市計画 （愛知県）
- 早川都市計画 株式会社 （愛知県）
- 株式会社 岩崎設計事務所 （愛知県）
- 株式会社 エクセル調査設計 （愛媛県）
- 株式会社 サンヨーエンジニアリング （愛媛県）
- 株式会社 聚文化研究所 （茨城県）
- 株式会社 ＡＮ計画工房 （茨城県）
- 株式会社 トーホー測研 （茨城県）
- 上城技術情報 株式会社 （沖縄県）
- 株式会社 沖縄計画機構 （沖縄県）
- 有限会社 協進技研 （沖縄県）
- 永技研 株式会社 （沖縄県）
- 株式会社 エーアイエスコーポレーション （岐阜県）
- 有限会社 大矢コンサルタント （岐阜県）
- 株式会社 南九州都市開発研究事務所 （宮崎県）
- 株式会社 甲南 （宮崎県）
- 株式会社 山新コンサルタント （宮崎県）
- 株式会社 シティプランニング （京都府）
- 株式会社 テクノスケープ （京都府）
- 三共コンサルタント 株式会社 （熊本県）
- 株式会社 オガワ設計技術 （広島県）
- 株式会社 創和技研 （広島県）
- 株式会社 ＦＣ エンジニアリング （広島県）
- 株式会社 若竹まちづくり研究所 （高知県）
- 株式会社 礎積算 （埼玉県）
- 共進調査設計 株式会社 （埼玉県）
- 有限会社 ケイ・アンド・パートナーズルネッサンスコンサルティング （埼玉県）
- 株式会社 都市環境コンサルタント （埼玉県）
- 株式会社 地域環境デザイン （三重県）
- 株式会社 日本開発研究所三重 （三重県）
- 株式会社 太陽設計 （山梨県）
- 株式会社 理工エンジニアリング （山梨県）
- 有限会社 ソト設景室 （滋賀県）
- 株式会社 イオリ技建コンサルタント （鹿児島）
- アークコンサルタント 株式会社 （鹿児島）
- 株式会社 緑設計 （秋田県）
- 株式会社 シーズ・インターナショナル （神奈川）
- 株式会社 タウンスケープ研究所 （神奈川）
- 株式会社 シビル設計コンサルタント （神奈川）
- 株式会社 まちづくりフォーラム （青森県）
- 株式会社 佐藤土木設計 （静岡県）
- 株式会社 地域まちづくり研究所 （静岡県）
- 株式会社 地域デザイン研究所 （静岡県）
- 株式会社 風土研究所 （石川県）
- 株式会社 アイ・ティー・オー （千葉県）
- 株式会社 岩瀬都市開発研究所 （千葉県）
- 株式会社 ジャス （大阪府）
- 株式会社 橋本測地設計事務所 （大阪府）
- 株式会社 産業工学研究所 （大阪府）
- 株式会社 ピーピーアイ計画・設計研究所 （大阪府）
- 株式会社 ユーエヌ土地利用研究所 （大阪府）
- 株式会社 空間文化開発機構 （大阪府）
- 有限会社 創遊計画 （大阪府）
- 街角企画 株式会社 （大阪府）
- 株式会社 studio－L （大阪府）
- 株式会社 久保都市計画事務所 （大阪府）
- 有限会社 ハートビートプラン （大阪府）
- 株式会社 都市・地域プランナーズアソシエイツ （大阪府）
- 関西興産 株式会社 （大阪府）
- 株式会社 光建エンジニアリング （大分県）
- 株式会社 兼田コンサルタント （大分県）
- 株式会社 三省設計事務所 （長崎県）
- 株式会社 建友社設計 （長崎県）
- 株式会社 アース下平設計 （長野県）
- 株式会社 ユーディ都市建築研究所 （東京都）
- 社団法人 日本駐車場工学研究会 （東京都）
- 株式会社 環境設計研究室 （東京都）
- 株式会社 コムテック地域工学研究所 （東京都）
- 株式会社 南條設計室 （東京都）
- アーバンエンジニア 株式会社 （東京都）
- 株式会社 集研設計 （東京都）
- 株式会社 みのべ建築設計事務所 （東京都）
- 株式会社 都市研究所 （東京都）
- 株式会社 社会安全研究所 （東京都）
- 株式会社 ラック計画研究所 （東京都）
- 都市開発企画 株式会社 （東京都）
- 株式会社 文化財保存計画協会 （東京都）
- エコまちづくりフォーラム 株式会社 （東京都）
- 株式会社 まちづくり工房 （東京都）
- 株式会社 ＫＳＫ 計画 （東京都）
- 株式会社 都市設計工房 （東京都）
- 株式会社 サポート （東京都）
- 株式会社 地域計画研究所 （東京都）
- 株式会社 マキュアス （東京都）
- 株式会社 アネトス地域計画 （東京都）
- 株式会社 淡窓庵 （東京都）
- 株式会社 アルメック都市・建築工房 （東京都）
- 株式会社 甲一環境企画 （東京都）
- 株式会社 都市環境設計室 （栃木県）
- アルゴデザイン 株式会社 （栃木県）
- 株式会社 景観プランニング （栃木県）
- 株式会社 三進 （栃木県）
- 株式会社 アート工測 （栃木県）
- 株式会社 大代設計 （富山県）
- 株式会社 筑豊設計 （福岡県）
- 日亜設計 株式会社 （福岡県）
- 株式会社 立川技術研究所 （福岡県）
- 株式会社 旭建設コンサルタント （福岡県）
- 株式会社 アール・アンド・エー （福岡県）
- 株式会社 都市プラン九州 （福岡県）
- グローバル・ライフ・サポート 株式会社 （福岡県）
- 株式会社 日創建設コンサルタント （福岡県）
- 株式会社 共同技研コンサルタント （福岡県）
- 株式会社 セプト設計コンサルタント （福岡県）
- ミツヤ設計 株式会社 （兵庫県）
- 株式会社 一級建築事務所小田設計事務所 （兵庫県）
- 有限会社 プランまちさと （兵庫県）
- 株式会社 ホクト （兵庫県）
- 株式会社 地域環境計画研究所 （兵庫県）
- 道農都市開発株式会社 株式会社 （北海道）
- 株式会社 白井隆庭園都市計画事務所 （北海道）
- 株式会社 まちづくり計画設計 （北海道）
- 株式会社 石塚計画デザイン事務所 （北海道）
- 株式会社 ジェイシーエンジニアリング （北海道）
- 株式会社 パル設計事務所 （北海道）
- 日拓測量設計 株式会社 （茨城県）
- 大地測量 株式会社 （岡山県）
- 株式会社 名桜土質測量設計 （沖縄県）
- 有限会社 名護総合測量設計 （沖縄県）
- 株式会社 松田測量設計 （宮崎県）
- 株式会社 中島測量設計コンサルタント （宮崎県）
- 有限会社 山藤測量設計コンサルタント （宮崎県）
- 有限会社 相牟田測量事務所 （宮崎県）
- 埼玉測量設計 株式会社 （埼玉県）
- 司測量設計調査 株式会社 （埼玉県）
- 疾測量 株式会社 （山梨県）
- 株式会社 桜島測量設計事務所 （鹿児島）
- 大井川測量設計 株式会社 （静岡県）
- 株式会社 岡田測量設計 （大阪府）
- 明和測量 株式会社 （栃木県）
- 株式会社 押川測量設計 （福岡県）
- 株式会社 アーク （東京都）
- 株式会社 岩手開発測量設計 （岩手県）
- 株式会社 協立測量設計 （福井県）
- 株式会社 交通システム研究所 （大阪府）
- 株式会社 コンサルタント・オオクボ （長崎県）
- 大日測量設計 株式会社 （大分県）
- 株式会社 長測 （新潟県）
- 日の出測量設計 株式会社 （滋賀県）
- 北斗設計 株式会社 （沖縄県）
- 株式会社 クロス・ポイント （東京都）
- 株式会社 マディーナ （東京都）
- クリーンコンサルタント 有限会社 （広島県）
- 都市・地域住環境研究室 （大阪府）

## 日本のおもなランドスケープコンサルタント
- 株式会社アルファ計画研究所
- 株式会社アース・ランドスケープ計画事務所
- 株式会社アーク造園設計事務所
- 株式会社アーククルー
- 株式会社アールフュージョン（白砂伸夫+ ARTFUSION）
- 有限会社アースケイプ/団塚栄喜
- アイスデザインコンサルタント株式会社
- 株式会社愛植物設計事務所
- 株式会社あい造園設計事務所
- 株式会社荒木造園設計 荒木造園設計事務所
- 伊藤造園設計事務所
- 株式会社稲垣ランドスケープデザイン研究所
- 株式会社上山良子ランドスケープデザイン研究所
- 株式会社エーシーイー
- S2 Landscape Design and Planning
- 株式会社M＆N環境計画研究所
- 株式会社エキープ・エスパス
- 株式会社エス・イー・エヌ環境計画室
- 株式会社エル・エー・ユー公共施設研究所
- 株式会社エコシビルデザイン
- 株式会社エコル
- 株式会社苑環境計画
- 扇精光株式会社
- 株式会社大石造園設計事務所
- 鳳コンサルタント環境デザイン研究所
- 株式会社オオバ
- オンサイト計画設計事務所
- 株式会社環ヴィトーム
- 株式会社環境・グリーンエンジニア
- 株式会社環境事業計画研究所
- 環境設計株式会社
- 株式会社環境設計研究室
- 株式会社環境緑地設計研究所
- 株式会社環境緑地研究所
- 株式会社環研
- 株式会社環研究所
- 株式会社環境デザインコンサルタンツ
- 九州ランドスケープ株式会社
- キタイ設計株式会社
- 株式会社キタバランドスケーププランニング
- 京央造園設計事務所
- 株式会社空間創研
- 株式会社空間文化開発機構
- 株式会社グラック
- 株式会社KRC
- 株式会社景観設計研究所
- 株式会社景観設計・東京
- 株式会社景観プランニング
- 株式会社景観綜合計画
- 株式会社景環技術
- 株式会社現代ランドスケープ
- 景観総合研究所
- 玄造景
- サンキコンサルタンツ株式会社
- 株式会社サイプレス・ランドスケーププランニング
- 株式会社三洋設計
- 株式会社シビックデザイン研究所
- 株式会社シャトーシーピー
- 株式会社シビテック
- シマ造園土木設計株式会社
- CSRデザイン&ランドスケープ設計事務所
- 株式会社スペースビジョン研究所
- 株式会社スタジオアーバンスペースアート
- 株式会社セット設計事務所
- 株式会社ZEN環境設計
- 株式会社爽環境計画
- 株式会社創建
- 株式会社総合計画機構
- 株式会社総合設計研究所
- 株式会社綜合庭園研究室
- 創和エクステリヤ株式会社
- 株式会社大揮環境計画事務所
- 株式会社大紀造園設計事務所
- 高野ランドスケーププランニング株式会社
- 株式会社タナカ綜合環境設計
- 株式会社タム地域環境研究所
- ダイシン設計株式会社
- 匠造景研究室
- 株式会社地域計画建築研究所
- 株式会社地球号
- 中央コンサルタンツ株式会社
- 株式会社中央造園設計事務所
- 株式会社塚原緑地研究所
- 株式会社辻本智子環境デザイン研究所
- 株式会社東京ランドスケープ研究所
- 株式会社都市計画研究所
- 株式会社都市環境計画研究所
- 株式会社都市環境研究所
- 株式会社都市・景観設計
- 株式会社都市設計工房
- 株式会社都市緑地研究所
- 株式会社トデック
- 株式会社戸田芳樹風景計画
- 株式会社内藤ランドスケープ計画事務所
- 株式会社ナカタ空間企画
- 中日本建設コンサルタント株式会社
- 株式会社中根庭園研究所
- 株式会社虹設計事務所
- 株式会社日本総合計画研究所
- パブリックアート・コンサルタント
- 有限会社パズ景観デザイン事務所
- 株式会社原風景
- 株式会社フジランドスケープ
- 株式会社プレック研究所
- 株式会社プランタゴ
- 株式会社プレイスメディア
- 株式会社フォーサイド
- 株式会社ヘッズ
- 北海道造園設計株式会社
- 株式会社ポリテック・エイディディ
- 株式会社緑設計
- 株式会社緑の風景計画
- 有限会社みどりとくらし研究所
- 株式会社宮本設計事務所
- 株式会社森緑地設計事務所
- 株式会社和計画コンサルタント
- 八木造景研究室
- 株式会社山中造園コンサルタント
- 遊緑地設計有限会社
- 株式会社ライフ計画事務所
- 株式会社LAT
- 株式会社ランズ計画研究所
- 株式会社ラック計画研究所
- 株式会社ランテック計画事務所
- 株式会社ライヴ環境計画
- 株式会社ランドスケープ・コア
- 株式会社ランドスケープデザインコンサルタント
- 株式会社ランドスケープデザイン
- 株式会社リアライズ造園設計事務所
- 株式会社緑景
- 株式会社緑住環境計画
- 株式会社緑政計画研究所
- 株式会社緑生研究所

## 総合コンサルタント

### あ行
- アジア航測
- 朝日航洋
- 荒谷建設コンサルタント
- アイレック技建
- 株式会社アイコン
- 安芸建設コンサルタント
- アジア共同設計コンサルタント
- 株式会社アスコ大東（平成28年4月1日に大東設計コンサルタントと経営統合）
- 株式会社イ・エス・エス
- いであ（2006年6月に国土環境と日本建設コンサルタントが合併）（東証1・9768）
- ウエスコ （東証2・9648）
- エイト日本技術開発（2009年6月にエイトコンサルタントと日本技術開発が合併）EJビジネス・パートナーズ
- 株式会社エース
- エヌシーイー株式会社
- NTCコンサルタンツ
- エイテック
- エーティック
- 株式会社 エコー
- エスケイエンジニアリング
- NJS（旧社名：日本上下水道設計）（東証1・2325）
- エヌ・ティ・ティ・インフラネット
- 応用地質 （東証1・9755）
- 応用技術
- オオバ （東証1・9765）
- オリエンタルコンサルタンツ（グループ経営部分はACKグループ（ジャスダック・証券コード2498））
- オリジナル設計 （東証2・4642）

### か行
- 開発虎ノ門コンサルタント
- 川崎地質  （JASDAQ・4673）
- 環境科学コーポレーション
- 関西土木技術センター
- 株式会社 カンドー
- 環境調査技術研究所
- 関東測量
- 技研コンサル株式会社（旧社名：技研測量設計）
- 基礎地盤コンサルタンツ
- キタック（JASDAQ・4707）
- キタイ設計
- 希望社
- 協和コンサルタンツ（JASDAQ・9647）
- 極東技工コンサルタント
- 共立エンジニヤ
- 橋梁コンサルタント
- 協和設計
- 株式会社クレアリア（旧社名：株式会社アイ・エヌ・エー）
- クラウンコンサルタント
- 建設環境研究所
- ケー・シー・エス
- 建設技研インターナショナル
- 建設技術研究所（財団法人建設技術研究所より独立）（東証1・9621）
- コーセツコンサルタント
- 国際開発コンサルタンツ
- 国際航業
- 構造計画研究所
- コベルコ科研
- 株式会社 興和
- 国土開発コンサルタント
- 国土開発センター
- 国土防災技術
- 五大開発株式会社

### さ行
- サンスイコンサルタント
- 三祐コンサルタンツ
- サンエー設計
- 三造試験センター
- 三協技術
- 三和建設コンサルタンツ
- 三洋テクノマリン
- サンレック
- サンテックインターナショナル
- 株式会社サンワコン
- サトー技建
- 三栄コンサルタント
- 三水コンサルタント
- 株式会社 サンセイ
- 三洋コンサルタント
- 山陽設計
- 三陽測量

- JPビジネスサービス
- JIPテクノサイエンス
- シーエスアンドティー
- ジーアンドエスエンジニアリング
- シーエス・インスペクター
- ジオ・サーチ
- CTI ウイング
- シードコンサルタント
- シアテック
- GIS関東
- ジェーエステック
- シディック
- 写測エンジニアリング
- 株式会社 上智
- 昭和株式会社
- 昭和設計
- 昭和設計
- 新建設コンサルタント株式会社
- 新東京ジオ・システム
- 新日本開発工業
- 新和設計
- 修成建設コンサルタント
- 四国建設コンサルタント
- 新構造技術
- 島建コンサルタント
- 信榮企画
- 株式会社 新洲
- 新日本設計
- 株式会社 新明
- 新和技術コンサルタント
- 鈴木設計 株式会社
- スリーエスコンサルタンツ
- 住鉱資源開発
- セントラルコンサルタント
- 株式会社創建
- 西部技術コンサルタント
- 精工コンサルタント
- 西播設計
- 生和コーポレーション
- 正和設計
- 総合技術開発
- 綜合技術コンサルタント

### た行
- 第一コンサルタンツ
- 大広エンジニアリング
- 大日コンサルタント
- ダイシン設計株式会社
- 高島テクノロジーセンター
- 高松建設
- 宅地開発研究所
- 玉野総合コンサルタント（日本工営の子会社）
- チェリーコンサルタント
- 中央開発
- 中央コンサルタンツ
- 長大 （東証1・9624）
- 千代田コンサルタント
- DNホールディングス （東証2・7377）
  - 大日本ダイヤコンサルタント
- ティーネットジャパン
- 電気技術開発株式会社
- 帝国建設コンサルタント
- 東亜建設技術
- 東京建設コンサルタント
- 東京コンサルタンツ
- 東京設計事務所
- 東京ソイルリサーチ
- 道建コンサルタント
- 道路建設コンサルタント
- トーニチコンサルタント
- ドーコン
- ドラムエンジニアリング
- 東建ジオテック
- 東光コンサルタンツ
- 株式会社東日
- 株式会社土木技研

### な行
- 内外エンジニアリング
- 中日本建設コンサルタント
- ニシキコンサルタント
- ニタコンサルタント
- 日技クラウン（2005年6月に日本技研とクラウンエンジニアリングが合併）
- 日水コン
- 日本海コンサルタント
- 日本都市整備
- 日本基礎技術
- 日本交通技術
- 日本技術開発（エイトコンサルタントの子会社で、2007年6月に経営統合予定）（JASDAQ・9626）→EJビジネス・パートナーズ
- 日本工営 （東証1・1954）
- 日本シビックコンサルタント
- 日本振興
- 日建設計シビル
- 日建設計マネジメントソリューションズ
- 日建設計コンストラクションマネジメント
- 日建ソイルリサーチ
- 日本水工設計
- 日化エンジニアリング

### は行
- パシフィックコンサルタンツ
- パシフィックコンサルタンツインターナショナル
- パスコ（東証1・9232）
- バイタルリード
- 八州
- フクヨシエンジニアリング
- 福山コンサルタント
- ビーム計画設計
- 日立建設設計
- 阪神コンサルタンツ
- 阪南コーポレーション
- ピーエムコンサルタント
- ヒロコン
- パブリックコンサルタント
- 富貴沢建設コンサルタンツ
- フクヨシエンジニアリング
- 富士コンサルタンツ
- 富士エンジニアリング
- フジタ建設コンサルタント
- フジヤマ
- 芙蓉コンサルタント
- 北武コンサルタント
- ふたば
- ファインコラボレート研究所
- 福山コンサルタント  （JASDAQ・9608）
- プラスPM

### ま行
- 丸栄調査設計
- 牧草コンサルタンツ
- 松尾設計
- 丸一調査設計
- 三重新成コンサルタント
- 名邦テクノ
- 三菱地所設計（都市環境計画部）
- 間瀬コンサルタント

### や行
- 八千代エンジニヤリング
- 山下PMC
- URリンケージ
- ユーエヌコンサルタント
- 株式会社ユーズ
- 株式会社ユニオン
- 横浜エンジニアリング
- 横浜コンサルティングセンター

### わ行
- ワカサコンサル
- 和建技術株式会社
- 株式会社和建設計事務所
- 和光技研株式会社
- 和合建設コンサルタント
- 株式会社若狭開発技術センター